# Луиз (озеро, Папуа — Новая Гвинея)
Луиз (англ. Lake Louise) — пресноводное горное озеро на западе Папуа — Новой Гвинеи. Располагается на территории провинции Сандаун в регионе Момасе.
Озеро имеет тектоническое происхождение. Находится в известняковой воронке на высоте 2320 м над уровнем моря в горах Стар. Площадь — 160 га.
Из-за переизбытка биомассы на покрытых лесом крутых склонах берега наблюдаются активные оползневые процессы.
Сток из озера идёт в один из левых притоков верхнего течения реки Сепик.
В 1979 году с вертолёта в озеро была интродуцирована форель.